# Kiviuq (měsíc)
Kiviuq (vyslovováno /ˈkiːvi.oʊk/ KEE-vee-ohk nebo /ˈkɪvi.ʊk/ KIV-ee-ook) je malý Saturnův měsíc. Objeven byl v roce 2000 Brett J. Gladmanem a po svém objevu dostal dočasné označení S/2000 S 5. V roce 2003 dostal jméno po hrdinovi Inuitské mytologie Kiviuqovi. Je členem skupiny Saturnových měsíců nazvaných Inuité. Dalším jeho názvem je Saturn XXIV.

## Vzhled měsíce
Průměr měsíce je přibližně 16 kilometrů. Povrch měsíce se zdá mít světle červenou barvu a je velmi podobný dalším Saturnovým měsícům patřícím do téže skupiny, měsícům Siarnaq a Paaliaq. Jeho infračervené spektrum je také podobné spektrům těchto měsíců. To podporuje domněnku jejich společného původu.

## Oběžná dráha

Diagram znázorňující oběžnou dráhu měsíce Kiviuq ve vztahu k ostatním nepravidelným satelitům Saturnu. Excentricitu dráhy představuje žlutá čára vyjadřující vzdálenost od pericentra k apocentru. Skupina Inuitů (modře) a skupina Galů (červeně).

Kiviuq obíhá Saturn po prográdní dráze v průměrné vzdálenosti 11,1 milionů kilometrů. Oběžná doba je 450 dní. Orbita je velmi podobná oběžné dráze dalšího Saturnova měsíce nazvaného Ijiraq.
U měsíce Kiviuq se předpokládá, že obíhá v Kozaiově rezonanci, tedy u jeho oběžné dráhy se cyklicky zmenšuje inklinace při současném zvětšování excentricity a naopak.

## Jméno Kiviuq
Jméno Kiviuq navrhl pro tento měsíc astronom McMasterovy university John J. Kavelaars.
Kiviuq (psáno také Keeveeok, Qiviuq nebo Kivioq) je legendární hrdinný Inuk, obdoba řeckého hrdiny Odyssea. Podle bájí žil velmi dlouho (nebo měl několik životů), cestoval a zažil mnoho dobrodružství, jejichž líčení se liší podle místní tradice.